# Kodavasal
Kodavasal är en ort i Indien.   Den ligger i distriktet Thiruvarur och delstaten Tamil Nadu, i den södra delen av landet, 2 000 km söder om huvudstaden New Delhi. Kodavasal ligger 20 meter över havet och antalet invånare är 13 247.
Terrängen runt Kodavasal är mycket platt. Runt Kodavasal är det tätbefolkat, med 591 invånare per kvadratkilometer. Närmaste större samhälle är Kumbakonam, 14,7 km nordväst om Kodavasal. Trakten runt Kodavasal består till största delen av jordbruksmark.